# Grettir
Grettir är ett berg i republiken Island. Det ligger i regionen Suðurland, 160 km öster om huvudstaden Reykjavík. Toppen på Grettir är 958 meter över havet, eller 261 meter över den omgivande terrängen. Bredden vid basen är 5,2 km.
Trakten runt Grettir är nära nog obefolkad, med mindre än två invånare per kvadratkilometer. Det finns inga samhällen i närheten. Trakten runt Grettir består i huvudsak av gräsmarker.